# Shin Tae-yong
Shin Tae-yong (en coreano: 신태용; 11 de octubre de 1969 en Yeongdeok, Gyeongsang del Sur) es un exfutbolista y actual entrenador surcoreano. Actualmente dirige al Ulsan HD.
Es el primer futbolista en ganar el Campeonato Asiático de Clubes/Liga de Campeones de la AFC como jugador y entrenador, habiendo ganado el Campeonato Asiático de Clubes de 1995 y la Liga de Campeones de la AFC 2010 con el Ilhwa Chunma.

## Carrera como jugador
Después de graduarse de la Universidad Yeungnam, Shin pasó 12 temporadas jugando para el Ilhwa Chunma. Ganó el premio al Jugador Joven del Año de la K League en 1992, el primer año de su carrera profesional. Fue un jugador clave para el club coreano cuando ganaron el torneo local durante tres años consecutivos, de 1993 a 1995. Especialmente en 1995, se convirtió en el Jugador Más Valioso de la K League y también ganó el Campeonato Asiático de Clubes a finales de año. Posteriormente, Ilhwa Chunma vaciló por un tiempo, pero lograron conquistar la liga nuevamente con la contribución de Shin. Una vez más ganaron la liga durante tres años consecutivos de 2001 a 2003, y también ganó su segundo premio MVP en 2001. Marcó 99 goles y brindó 68 asistencias en 401 partidos en la Liga K, así como en la Copa de la Liga de Corea. Pudo haberse convertido en un jugador de un solo club, pero se marchó a Australia para jugar en el Queensland Roar de la A-League. Es considerado uno de los mejores jugadores de la K League de todos los tiempos y fue seleccionado para el K League 30th Anniversary Best XI en 2013.
Reclutado por el Queensland Roar en la A-League de Australia en 2005, se retiró debido a un problema en el tobillo. Aceptó un puesto de entrenador asistente en el club, ayudando a Miron Bleiberg principalmente con habilidades técnicas.
Jugó 23 partidos internacionales, incluso en la Copa Asiática 1996 para la selección nacional de Corea del Sur.

## Carrera como entrenador

### Seongnam Ilhwa Chunma
En 2009, Shin se convirtió en el entrenador interino de Ilhwa Chunma y llevó al equipo al segundo lugar tanto en la K League de 2009 como en la Korean FA Cup, aunque sufría de falta de fondos. Firmó un contrato permanente al año siguiente e inmediatamente trajo el éxito, ganando la Liga de Campeones de la AFC 2010 y la Korean FA Cup de 2011. Se convirtió en el primer hombre en ganar la Liga de Campeones de la AFC como jugador y entrenador. Sin embargo, el rendimiento del equipo decayó en la temporada 2012, agravado por la muerte de Sun Myung Moon, el fundador de la Iglesia de la Unificación propietaria del club, a mitad de temporada. Finalmente renunció a Seongnam después de terminar la temporada.

### Corea del Sur

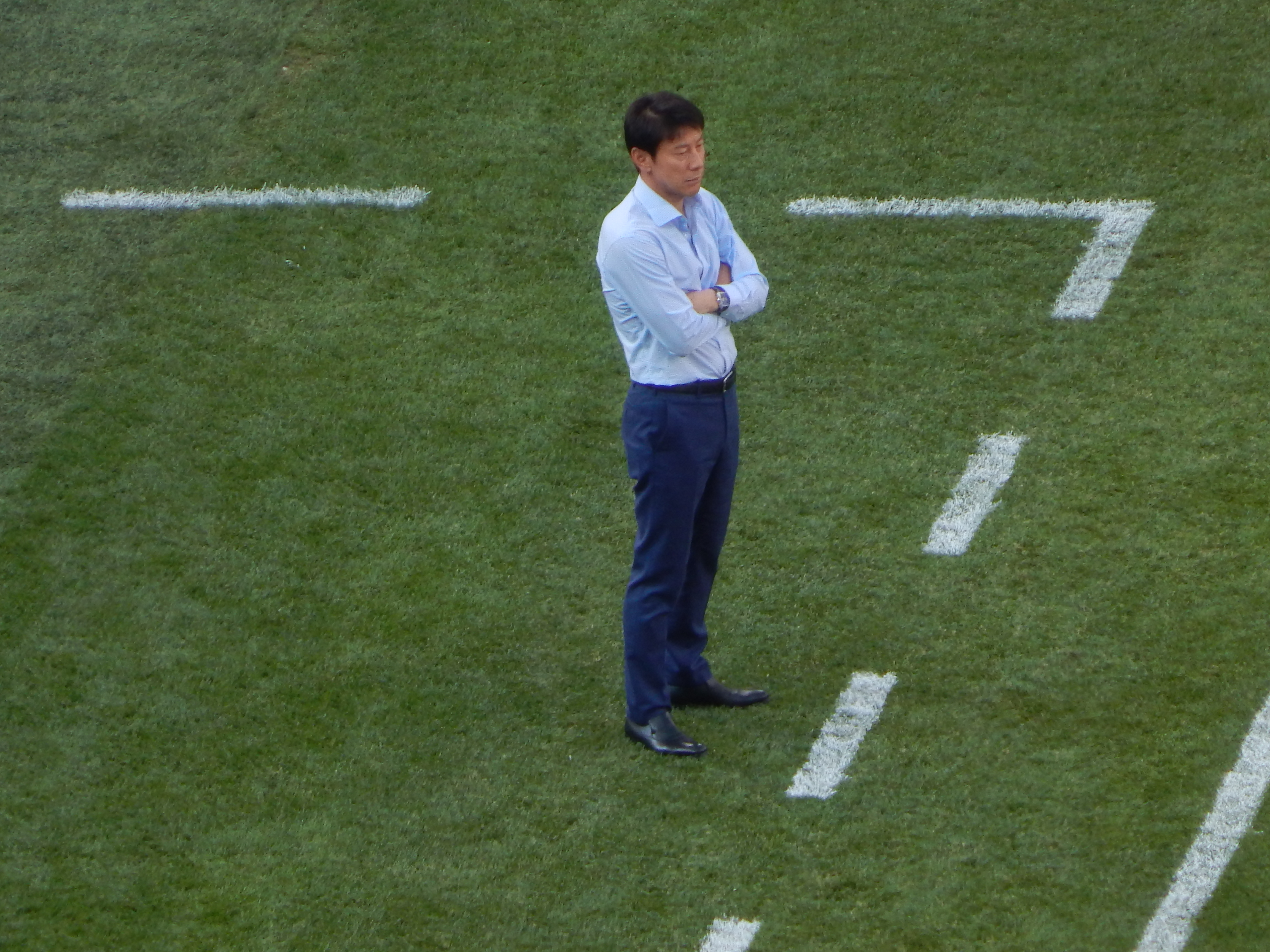
Shin durante la Copa Mundial de Fútbol de 2018.

En agosto de 2014, se convirtió en segundo entrenador de la selección de Corea del Sur. Con Shin, el país llegó a la final de la Copa Asiática por primera vez en 27 años. El entrenador de Corea del Sur en ese momento era Uli Stielike, pero el papel real lo realizó Shin, quien se hizo cargo de las tácticas y el entrenamiento del equipo.
El 22 de noviembre de 2016, Shin fue nombrado entrenador de la selección sub-20 de Corea del Sur para preparar la Copa Mundial de Fútbol Sub-20 de 2017 en su tierra natal. Por ello, dejó la selección absoluta para concentrarse en la sub-20. En la Copa del Mundo, Corea del Sur terminó segundo en su grupo con 6 puntos y avanzó a la fase eliminatoria, pero perdió ante Portugal en los octavos de final.
Después de que Shin dejó la selección absoluta de Corea del Sur, Stielike obtuvo malos resultados en las eliminatorias de la Copa Mundial de la FIFA 2018 y finalmente fue despedido por la Asociación de Fútbol de Corea. El 4 de julio de 2017, Shin se convirtió en el entrenador de la selección absoluta para reemplazar al alemán. A pesar de dos empates sin goles, el país obtuvo la clasificación para el Mundial. Quedaron eliminados en la fase de grupos donde la compartieron contra Suecia, México y los campeones defensores Alemania, a quienes vencieron por 2-0.

### Indonesia
El 28 de diciembre de 2019, la Asociación de Fútbol de Indonesia (PSSI) confirmó el nombramiento de Shin como entrenador de la selección nacional de Indonesia, en sustitución de Simon McMenemy. Le dieron un contrato de 4 años.
En junio de 2022, llevó a Indonesia a clasificarse para la Copa Asiática 2023, poniendo fin a la ausencia de 16 años del país en la competición, tras una victoria por 2-1 contra Kuwait y una contundente victoria por 7-0 contra Nepal en la última jornada para hacerse con la clasificación.En dicha competencia llegó a los octavos de final luego de pasar como uno de los mejores terceros, sin embargo, cayó ante Australia por 4-0 y no pudo avanzar a la siguiente instancia.
El 6 de enero de 2025, fue despedido de su cargo para nombrar a un entrenador europeo, que pueda comunicarse sin problemas con los jugadores naturalizados.

### Ulsan HD
El 5 de agosto de 2025, fue confirmado como entrenador del Ulsan HD.

## Clubes

### Como jugador
| Club            | País          | Año         |
| --------------- | ------------- | ----------- |
| Ilhwa Chunma    | Corea del Sur | 1992 - 2004 |
| Queensland Roar | Australia     | 2005        |

### Como entrenador
| Club                                  | País          | Año           |
| ------------------------------------- | ------------- | ------------- |
| lhwa Chunma                           | Corea del Sur | 2009 - 2012   |
| Selección de Corea del Sur (interino) | Corea del Sur | 2014          |
| Selección sub-23 de Corea del Sur     | Corea del Sur | 2015 - 2016   |
| Selección sub-20 de Corea del Sur     | Corea del Sur | 2017          |
| Selección de Corea del Sur            | Corea del Sur | 2017 - 2018   |
| Selección de Indonesia                | Indonesia     | 2019 - 2025   |
| Selección sub-23 de Indonesia         | Indonesia     | 2019 - 2025   |
| Selección sub-20 de Indonesia         | Indonesia     | 2020-2025     |
| Ulsan HD                              | Corea del Sur | 2025-presente |

## Palmarés

### Como jugador

#### Campeonatos nacionales
| Título                   | Club         | País          | Año  |
| ------------------------ | ------------ | ------------- | ---- |
| Copa de la Liga de Corea | Ilhwa Chunma | Corea del Sur | 1992 |
| K League 1               | Ilhwa Chunma | Corea del Sur | 1993 |
| K League 1               | Ilhwa Chunma | Corea del Sur | 1994 |
| K League 1               | Ilhwa Chunma | Corea del Sur | 1995 |
| Korean FA Cup            | Ilhwa Chunma | Corea del Sur | 1999 |
| K League 1               | Ilhwa Chunma | Corea del Sur | 2001 |
| Supercopa de Corea       | Ilhwa Chunma | Corea del Sur | 2002 |
| K League 1               | Ilhwa Chunma | Corea del Sur | 2002 |
| Copa de la Liga de Corea | Ilhwa Chunma | Corea del Sur | 2002 |
| K League 1               | Ilhwa Chunma | Corea del Sur | 2003 |
| Copa de la Liga de Corea | Ilhwa Chunma | Corea del Sur | 2004 |

#### Campeonatos internacionales
| Título                       | Club         | País          | Año  |
| ---------------------------- | ------------ | ------------- | ---- |
| Campeonato de Clubes de Asia | Ilhwa Chunma | Corea del Sur | 1995 |
| Supercopa de la AFC          | Ilhwa Chunma | Corea del Sur | 1996 |
| Copa Afroasiática            | Ilhwa Chunma | Corea del Sur | 1996 |
| Copa de Campeones A3         | Ilhwa Chunma | Corea del Sur | 2004 |

### Como entrenador

#### Campeonatos nacionales
| Título        | Club         | País          | Año  |
| ------------- | ------------ | ------------- | ---- |
| Korean FA Cup | Ilhwa Chunma | Corea del Sur | 2011 |

#### Campeonatos internacionales
| Título                                | Club                       | País          | Año  |
| ------------------------------------- | -------------------------- | ------------- | ---- |
| Liga de Campeones de la AFC           | Ilhwa Chunma               | Corea del Sur | 2010 |
| Campeonato de Fútbol de Asia Oriental | Selección de Corea del Sur | Corea del Sur | 2017 |